# Никобарски голуб
Никобарски голуб (лат. Caloenas nicobarica) је врста птице из породице голубова (Columbidae), станарица на Никобарима и осталим острвима југоисточне Азије.

## Екологија
Никобарски голуб је крупна птица, мужјаци могу нарасти и до 40 cm, док су женке незнантно ситније. Хране се семењем (граниворно), воћем (фругиворно) и појединим ситним бескичмењацима (карниворно). Гнезде се на гранама дрвећа у густим шумским склоповима.

## Систематика и филогенија
Никобарски голуб је једини савремени представник рода Caloenas, чији ареал обухвата југоисточну Азију (Индомалајску зоогеографску област). Дефинитивни сроднички односи рода Caloenas са осталим родовима који насељавају ову област нису утврђени, а на основу неких генетичких података никобарски голуб и сродници представљају се као најближи сродник додоу и усамљенику са Родригеза.